# (979) Ilsewa
(979) Ilsewa – planetoida z pasa głównego asteroid okrążająca Słońce w ciągu 5 lat i 224 dni w średniej odległości 3,16 au. Została odkryta 29 czerwca 1922 roku w Landessternwarte Heidelberg-Königstuhl w Heidelbergu przez Karla Reinmutha. Nazwa pochodzi od Ilsy Walldorf, znajomej odkrywcy. Przed nadaniem nazwy planetoida nosiła oznaczenie tymczasowe (979) 1922 MC.